# Zamarada mimesis
Zamarada mimesis là một loài bướm đêm trong họ Geometridae.